# سيو يونغ وون
سيو يونغ وون مواليد 17 ديسمبر 1970 في غوانغجو، غيونغي، هو لاعب ومدرب كرة قدم كوري جنوبي يلعب مع سوون سامسونغ بلووينغز كلاعب وسط. مثّل منتخب كوريا الجنوبية لكرة القدم. سبق له أن لعب في كأس العالم لكرة القدم مع منتخب بلاده. يلقب (نالسن دوري) في كوريا، عُرض عليه عقد من نادي برشلونة وغيره من عمالقة الدوري الأوروبي بعد أدائه في دورة الألعاب الأولمبية الصيفية لعام 1992. على الرغم من أن سيو لعب بشكل رئيسي في الدوري الكوري الجنوبي، إلا أنه لعب مع كل من نادي ريد بول سالزبورغ ونادي رييد كمهاجم ولاعب خط وسط في الدوري النمساوي.

## البدايات
كانت بدايات سيو في الدوري الكوري الجنوبي مع فريق سيئول، ولعب أيضاً مع نادي سوون سامسونغ بلووينغز من عام 1998 إلى عام 2004. لديه أكثر من 100 مباراة دولية مع منتخب بلاده، وقد اختير عضوا من أعضاء المنتخب الوطني لكرة القدم لكوريا الجنوبية في كأس العالم لعام 1994 وعام 1998، وشارك مع المنتخب أيضا في دورات الألعاب الآسيوية لعام 1990، و1994 و1998.

## المسيرة الاحترافية

### أندية لعب لها
- نادي سول
- نادي ستراسبورغ
- سوون سامسونغ بلووينغز
- نادي ريد بل سالزبورغ
- نادي رييد

## الأهداف الدولية
| تاريخ           | مكان                    | الخصم      | الأهداف  | نتيجة | منافسة                            |
| --------------- | ----------------------- | ---------- | -------- | ----- | --------------------------------- |
| 8 سبتمبر 1990   | بوسان، كوريا الجنوبية   | أستراليا   | هدف واحد | 1-0   | مباراة ودية                       |
| 23 سبتمبر 1990  | بكين، الصين             | سنغافورة   | 2 أهداف  | 7-0   | الألعاب الآسيوية 1990             |
| 27 سبتمبر 1990  | بكين، الصين             | الصين      | 2 أهداف  | 2-0   | الألعاب الآسيوية 1990             |
| 28 أبريل 1993   | أولسان، كوريا الجنوبية  | العراق     | هدف واحد | 2-2   | مباراة ودية                       |
| 15 مايو 1993    | بيروت، لبنان            | هونغ كونغ  | هدف واحد | 3-0   | تصفيات كأس العالم 1994            |
| 19 يونيو 1993   | سيول، كوريا الجنوبية    | مصر        | هدف واحد | 1-2   | 1993 كأس الرئيس                   |
| 24 سبتمبر، 1993 | سول، كوريا الجنوبية     | أستراليا   | هدف واحد | 1-1   | مباراة ودية                       |
| 17 يونيو 1994   | دالاس، الولايات المتحدة | إسبانيا    | هدف واحد | 2-2   | كأس العالم 1994                   |
| 15 أكتوبر 1994  | هيروشيما، اليابان       | الكويت     | هدف واحد | 1-2   | الألعاب الآسيوية 1994             |
| 25 سبتمبر 1996  | سيول، كوريا الجنوبية    | الصين      | هدف واحد | 3-1   | المباراة السنوية بين كوريا والصين |
| 22 فبراير 1997  | هونج كونج               | هونغ كونغ  | هدف واحد | 2-0   | تصفيات كأس العالم 1998            |
| 14 يونيو 1997   | سوون، كوريا الجنوبية    | غانا       | هدف واحد | 3-0   | كأس كوريا 1997                    |
| 16 يونيو 1997   | سيول، كوريا الجنوبية    | يوغوسلافيا | هدف واحد | 1-1   | كأس كوريا 1997                    |
| 28 سبتمبر 1997  | طوكيو، اليابان          | اليابان    | هدف واحد | 2-1   | تصفيات كأس العالم 1998            |

## الإدارة والتدريب
بعد استقالة مدرب منتخب كوريا الجنوبية المدرب بيم فيربيك في يوليو 2007، دخل سيو في القائمة للمركز الإداري الشاغر للفريق الوطني الكوري الجنوبي. من عام 2009 إلى عام 2010، عمل هو وزميله السابق في الفريق وصديقه المقرب هونغ ميونغ بو كجزء من طاقم التدريب لفريق كوريا الجنوبية تحت 20 عاماً وتحت 23 عامًا. وفي عام 2010 انضم سيو إلى طاقم التدريب في الفريق الأساسي لكوريا تحت إدارة تشو كوانغ راي. ومنذ عام 2012 كان عضوًا في طاقم تدريب نادي سوون سامسونغ بلووينغز، حيث أصبح مدير النادي في عام 2013. في فترة إدارته، أنهى نادي سوون سامسونغ بلووينغز موسمي 2014 و2015 بالمركز الثاني وفاز بكأس الاتحاد الكوري في عام 2016. كان نهائي الكأس ملحوظًا حيث تنافس عليه نادي سوون سامسونغ بلووينغز ونادي سول، في مباراة تُعد من أكبر المنافسات في الدوري الكوري الجنوبي. انتقلت المباراة إلى الوقت الإضافي بعد أن سجل نادي سيول هدفًا في الدقيقة 93، مما جعل النتيجة الإجمالية 3-3. وبعد انتهاء المباراة بأشواطها الإضافية بالتعادل، تقرر الانتقال إلى ركلات الترجيح حيث فاز سوون سامسونغ بلووينغز 10-9 بكأس الاتحاد الكوري وحصل سيو على أول ميدالية فضية في مسيرته الإدارية.

## الانجازات

### لاعب
سوون سامسونغ بلووينغز
- الدوري الكوري 1: 1999، 2004.
- كأس الاتحاد الكوري: 2002.
- كأس رابطة الأندية الكورية: 1999، 2000، 2001.
- كأس السوبر الكوري: 1999، 2000.
- بطولة الأندية الآسيوية: 2000-2001، 2001-2002.
- كأس السوبر الآسيوي: 2001، 2002.

نادي رييد
- كأس إنترتوتو: 2006.

### إداري ومدرب
سوون سامسونغ بلووينغز
- كأس الاتحاد الكوري: 2016

## روابط خارجية
- سيو يونغ وون على موقع الاتحاد الدولي (مؤرشف)  (الإنجليزية)
- سيو يونغ وون على موقع دوري كوريا الجنوبية (الإنجليزية)
- سيو يونغ وون على موقع رابطة كرة القدم الفرنسية للمحترفين (الإنجليزية)
- سيو يونغ وون على موقع قاعدة بيانات كرة القدم.إي يو (الإنجليزية)
- سيو يونغ وون على موقع ناشيونال فوتبول تيمز (الإنجليزية)
- سيو يونغ وون على موقع أوليمبيديا (الإنجليزية)